# Kameralamt Dornhan
Das Kameralamt Dornhan war eine Einrichtung des Königreichs Württemberg, die im Amtsbezirk Besitz und Einkommen des Staates verwaltete. Es bestand von 1811 bis 1821 in Dornhan. Das Kameralamt wurde im Rahmen der Neuordnung der Staatsfinanzverwaltung im Königreich Württemberg geschaffen. 

## Geschichte
Der gesamte Verwaltungsbezirk des Kameralamts Alpirsbach wurde nach dessen Auflösung im Jahr 1811 dem Kameralamt Dornhan zugeteilt. Nach der im Jahre 1821 erfolgten Auflösung des Kameralamts Dornhan wurde das Kameralamt Alpirsbach mit dem früheren Verwaltungsbezirk neu gegründet und gemäß Erlass vom 8. März 1843 mit Wirkung vom 1. Juli 1843 endgültig aufgelöst.